# 金子正次
金子 正次（かねこ しょうじ、1949年12月19日 - 1983年11月6日）は、日本の脚本家、俳優。本名、金子松夫。脚本家としてのペンネームは鈴木明夫。愛媛県温泉郡中島町津和地島（現松山市）出身。

## 経歴
実家のある津和地島は、四国本土より山口県屋代島（周防大島）や広島県倉橋島に近い小島で、実家は漁業とミカンの栽培を営む。松山市内に下宿して松山聖陵高等学校自動車科に通う、かなりのツッパリで東映ヤクザ映画の熱心なファンで、ヤクザに憧れていた。
高校を2年で中退して1972年に上京する。新宿歌舞伎町でディスコの呼び込みなどをしてヤクザとも付き合ったが「俺はヤクザにもなれなかった」と語る。
その後に原宿学校（現・東京映像芸術学院）演技科に籍を置く。1974年に劇作家で脚本家の内田栄一に出会い、劇団「東京ザットマン」（後の「ザットマン7」）に入団して20本近くの舞台で主演した。アングラ演劇の人気に翳りが見えた1980年頃から映画へ転身を考えて1983年に完全な自主制作で初主演映画『竜二』を完成させると、暴力シーンを伴わないヤクザ映画として高く評価されて湯布院映画祭へ出品後、10月29日の東京を皮切りに全国で公開され大ヒットしたが、映画公開期間中の11月6日に胃癌性腹膜炎で、松田優作らに看取られながら33歳で死去した。
2002年に、『竜二』を素材にした、細野辰興監督の映画『竜二Forever』が製作され、主人公の金子正次役を高橋克典が演じた。

## 主な作品

### 出演
- プロハンター 第16話「悪い女」（1981年）
- 凶弾（1982年）
- 竜二（1983年）

### 脚本
- 竜二（1983年）
- チ・ン・ピ・ラ(1984年) 監督：川島透、出演：柴田恭兵・ジョニー大倉・高樹沙耶
- ちょうちん(1987年)
- 獅子王たちの夏(1991年)
- 盆踊り（未映画化）